# Заки, Ахмед
Ахмед Заки (англ. Ahmed Zaki; 16 апреля 1931 — 15 ноября 1996, Лондон, Великобритания) — премьер-министр и министр иностранных дел Мальдив (1972—1975).

## Биография
Получил образование на Цейлоне. 
- 1953—1956 гг. — служащий телеграфа.
- 1956—1959 гг. — представитель Мальдив в Цейлоне,
- 1959 г. — заместитель министра по делам общественных фондов,
- 1959—1960 гг. — заместитель министра торговли и продовольствия,
- 1960—1968 гг. — спикер меджлиса (парламента), министр торговли и продовольствия, министр юстиции,
- 1968—1975 гг. — министр иностранных дел,
- 1972—1975 гг. — премьер-министр Малдивских островов,
- 1979—1983 гг. — постоянный представитель при ООН.
- 1983 г. — представитель в комиссии Европейских сообществ,
- 1983—1990 гг. — генеральный прокурор,
- 1990—1993 гг. — спикер меджлиса,
- 1993—1996 гг. — постоянный представитель при Организации Объединённых Наций,
- 1996 г. — посол в Великобритании.